# Коде-Кильш, Клаудиа
Клаудиа Коде-Кильш (нем. Claudia Kohde-Kilsch; род. 11 декабря 1963 в Саарбрюккене, ФРГ, имя при рождении Клаудиа Коде) — бывшая германская профессиональная теннисистка и политик. Победительница Открытого чемпионата США (1985) и Уимблдонского турнира (1987) в женском парном разряде; бронзовый призёр Сеульской Олимпиады 1988 года в женском парном разряде; обладатель (1987) и двукратный финалист (1982, 1983) Кубка Федерации в составе сборной ФРГ.

## Спортивная карьера
Клаудиа Коде-Кильш начала играть в теннис в 5 лет; в профессионалы перешла 1 января 1980 года. В том же году выиграла свой первый профессиональный турнир (в австрийском Китцбюэле в паре с Евой Пфафф). В 1981 году она выигрывает три турнира в одиночном разряде: в Торонто, Гштааде и Кицбюэле, где побеждает теннисисток, посеянных под первым и вторым номерами, а на турнире в Окленде в первом туре побеждает победительницу двух предыдущих лет Мартину Навратилову.
В 1982 году Коде добавила к своей фамилии фамилию своего приёмного отца Юргена Кильша, в дальнейшем выступая как Коде-Кильш. В этом году в паре с Пфафф она выходит в свой первый финал турнира Большого шлема в Австралии; там они проигрывают безоговорочным фавориткам, Мартине Навратиловой и Пэм Шрайвер. С этого же года Коде-Кильш выступает за сборную ФРГ в Кубке Федерации и в первый же год доходит с ней до финала, где немки уступают сборной США. Аналогичного успеха команда добивается и год спустя, в финале проиграв сборной Чехословакии. К 1984 году она прочно занимает место среди сильнейших теннисисток мира, регулярно побеждая соперниц из первой десятки мирового рейтинга. С середины этого года она начинает выступать в паре с Хеленой Суковой, и за четыре последующих года «башни-близнецы», как их прозвали за рост, выигрывают 14 турниров в парном разряде, в том числе два турнира Большого шлема.
В 1985 году Коде-Кильш достигает своего пика в одиночном разряде, пробившись в полуфиналы Открытого чемпионата США и Открытого чемпионата Австралии (в обоих турнирах уступила Крис Эверт) и поднявшись до четвёртого места в рейтинге. Она также выигрывает Открытый чемпионат США в паре с Суковой. Всего за этот год Коде-Кильш и Сукова играют в финале 11 турниров в парном разряде, в том числе также в чемпионатах Франции и Австралии, и выигрывают четыре из них. Они впервые вместе попадают в финал итогового турнира WTA (Коде-Кильш играла там также в 1983 году в паре с Пфафф) и уступают Навратиловой и Шрайвер; это их первый из четырёх подряд финалов года.
В 1987 году Коде-Кильш выигрывает свой второй турнир Большого шлема, на этот раз Уимблдонский турнир, и снова в паре с Суковой. Она выигрывает ещё три турнира в парном разряде с Суковой и один с Яной Новотной, а в июле вместе со Штеффи Граф завоёвывает для ФРГ Кубок Федерации. И в полуфинале, и в финале она уступает своим соперницам (Суковой и Шрайвер) в одиночных встречах, но выигрывает в парах. Матч западногерманской пары Граф/Коде-Кильш и американской пары Шрайвер/Эверт получился особенно напряжённым: немки проигрывали по ходу 1-6, 0-4, но сумели переломить ход игры и победить в трёх сетах, завоевав кубок. В августе того же года Коде-Кильш занимает высшую в своей карьере третью строчку в рейтинге теннисисток, выступающих в парном разряде. В начале года они с Суковой также выиграли парный чемпионат WTA.
В 1988 году Коде-Кильш пропустила Уимблдонский турнир из-за операции и вернулась на корт только к Открытому чемпионату США. За этот год они с Суковой выходят в финал в семи турнирах, но не выигрывают ни одного. Единственную победу в парном разряде Коде-Кильш одерживает под занавес сезона с соотечественницей Сильвией Ханикой на турнире V категории в Аделаиде. Она также побеждает в одном турнире в одиночном разряде, а на олимпийском турнире в Сеуле, первом после долгого перерыва, завоёвывает «бронзу» в паре с Граф: в полуфинале их остановила чешская пара Новотна—Сукова, а матч за третье место не игрался и бронзовые медали вручались обеим парам, оступившимся в полуфинале.
Расставшись в 1988 году с Суковой, Коде-Кильш в дальнейшем меняет несколько партнёрш, среди которых Ханика, Мэри-Джо Фернандес, Наталья Зверева и Анке Хубер, но ни с кем из них уже не добивается таких успехов. Свой последний турнир в одиночном разряде она выигрывает в 1990 году (в Кицбюэле), последний турнир в парах — в феврале 1992 года (Matrix Essential Evert Cup, со Стефани Ре), в конце 1992 года получает травму бедра и весь 1993 год не выступает. Свой последний турнир WTA она проводит в апреле 1994 года. В 1996 году она вновь вышла на корт в паре со своей младшей сестрой Катрин и даже выиграла турнир под эгидой Международной федерации тенниса (ITF) в Португалии, но возвращение оказалось кратковременным.
Личная жизнь теннисистки была омрачена проблемами. Её брак с поп-исполнителем Крисом Беннетом, распался; сын от этого брака, родившийся в начале XXI века, остался с матерью. На протяжении пяти лет Коде-Кильш судилась с Юргеном Кильшем, бывшим её тренером и менеджером и растратившим её состояние, и в итоге была вынуждена начать процедуру банкротства. В 2012 году она присоединилась к Левой партии и по просьбе Оскара Лафонтена вела её кампанию в Сааре, а затем стала пресс-секретарём её фракции в ландтаге.

## Участие в финалах турниров Большого шлема (8)

### Победы в женском парном разряде (2)
| Год  | Турнир                 | Покрытие | Партнёр       | Соперницы в финале                     | Счёт в финале    |
| 1985 | Открытый чемпионат США | Хард     | Хелена Сукова | Мартина Навратилова Пэм Шрайвер        | 6–7(5), 6–2, 6–3 |
| 1987 | Уимблдонский турнир    | Трава    | Хелена Сукова | Бетси Нагельсен Элизабет Сэйерс-Смайли | 7–5, 7–5         |

### Поражения в женском парном разряде (6)
| Год  | Турнир                           | Покрытие | Партнёр         | Соперницы в финале              | Счёт в финале |
| 1982 | Открытый чемпионат Австралии     | Трава    | Ева Пфафф       | Мартина Навратилова Пэм Шрайвер | 6–4, 6–2      |
| 1984 | Открытый чемпионат Франции       | Грунт    | Хана Мандликова | Мартина Навратилова Пэм Шрайвер | 5–7, 6–3, 6–2 |
| 1984 | Открытый чемпионат Австралии (2) | Трава    | Хелена Сукова   | Мартина Навратилова Пэм Шрайвер | 6–3, 6–4      |
| 1985 | Открытый чемпионат Франции (2)   | Грунт    | Хелена Сукова   | Мартина Навратилова Пэм Шрайвер | 4–6, 6–2, 6–2 |
| 1985 | Открытый чемпионат Австралии (3) | Трава    | Хелена Сукова   | Мартина Навратилова Пэм Шрайвер | 6–3, 6–4      |
| 1988 | Открытый чемпионат Франции (3)   | Грунт    | Хелена Сукова   | Мартина Навратилова Пэм Шрайвер | 6–2, 7–5      |

## Титулы в одиночном разряде (8)
| Легенда            |
| Уровень IV & V (2) |
| VS (4)             |

| Год         | Турнир                                          | Покрытие  | Соперница в финале | Счёт в финале |
| 12 янв 1981 | Торонто, Канада                                 | Хард (I)  | Нина Бём           | 4–6, 6–2, 7–5 |
| 12 июл 1981 | Гштад, Швейцария                                | Грунт     | Изабель Виллигер   | 6–1, 4–6, 6–2 |
| 19 июл 1981 | Открытый чемпионат Австрии, Кицбюэль            | Грунт     | Сильвия Ханика     | 7–5, 7–6      |
| 21 мар 1982 | Остин, США                                      | Ковёр (I) | Хелена Сукова      | 7–6, 0–6, 6–3 |
| 20 мая 1984 | Открытый чемпионат Германии, Западный Берлин    | Грунт     | Кэтлин Хорват      | 7–6, 6–1      |
| 4 авг 1985  | Virginia Slims of Los Angeles, США              | Хард      | Пэм Шрайвер        | 6–2, 6–4      |
| 12 июн 1988 | Dow Chemical Classic, Бирмингем, Великобритания | Трава     | Пэм Шрайвер        | 6–2, 6–1      |
| 16 сен 1990 | Открытый чемпионат Австрии (2)                  | Грунт     | Рэйчел Маккуиллан  | 7–6, 6–4      |